# Zelotes monodens
Zelotes monodens är en spindelart som beskrevs av Chamberlin 1936. Zelotes monodens ingår i släktet Zelotes och familjen plattbuksspindlar. Inga underarter finns listade i Catalogue of Life.